# クリシュナ・ラーオ
クリシュナ・ラーオ（Krishna Rao, 1734年 - 1761年1月14日）は、インドのデカン地方、マラーター王国の宰相バージー・ラーオの息子。同国宰相バーラージー・バージー・ラーオの弟でもある。ナワーブ・シャムシェール・バハードゥル（Nawab Shamsher Bahadur）とも呼ばれる。

## 生涯
1734年、マラーター王国宰相バージー・ラーオとその妃マスターニーの息子として生まれた。母はブンデールカンドの領主チャトラサールの娘でもあった。
1761年1月14日、第三次パーニーパットの戦いでほかの武将とともに戦死した。